# Mario Matt
Mario Matt (* 9. April 1979 in Zams) ist ein ehemaliger österreichischer Skirennläufer. Er war insbesondere im Slalom erfolgreich und wurde in dieser Disziplin Olympiasieger (2014) und zweimal Weltmeister (2001 und 2007). Hinzu kommen ein Mannschaftsweltmeistertitel (2007) und 15 Siege bei Weltcuprennen. Als zweites berufliches Standbein hat sich der Pferdeliebhaber neben dem Skisport ein Gestüt aufgebaut. Seine jüngeren Brüder machten ebenfalls Karriere als Skisportler: Michael Matt (* 1993) ist aktiver Skirennläufer, Andreas Matt (* 1982) ehemaliger Skicross-Fahrer.

## Biografie

### Anfänge und Aufstieg zur Weltspitze
Mario Matt begann schon sehr früh mit dem Skilauf und fand bald Aufnahme in den renommierten Ski-Club Arlberg. Seit 1996 gehört er dem Kader des ÖSV an. Zu Beginn seiner Karriere zeigte er in allen Disziplinen gute Leistungen. So wurde er 1996 Bester seiner Altersklasse bei den Österreichischen Juniorenmeisterschaften im Riesenslalom, im Super-G und in der Abfahrt. Am Ende dieses Jahres feierte er seinen ersten Sieg in einem FIS-Rennen (Slalom in Waterville Valley). 1997 wurde er Österreichischer Juniorenmeister im Super-G, 1998 gewann er diesen Titel im Slalom. Bei seinen drei Teilnahmen an Juniorenweltmeisterschaften gewann er zwei Silbermedaillen: 1998 im Slalom und 1999 in der Kombination. In diesem Jahr konnte er dabei alle Bewerbe unter den besten sieben beenden. Seine ersten beiden Europacuprennen fuhr der Tiroler im Jänner 1997, im nächsten Winter folgten weitere fünf Einsätze. Ab der Saison 1998/99 war er regelmäßig am Start und erreichte in diesem Winter zwei Top-10-Plätze. 1999 wurde er Österreichischer Staatsmeister in der Kombination.
Der Durchbruch gelang Matt, der sich mittlerweile vom Allrounder zu einem Slalomspezialisten entwickelt hatte, im Winter 1999/2000. Am 21. Dezember 1999 nahm er erstmals an einem Weltcuprennen teil, belegte im Slalom von Kranjska Gora den 17. Platz und holte auf Anhieb Weltcuppunkte. Am 10. Jänner 2000 feierte Matt im Slalom von Kranjska Gora seinen ersten Europacupsieg. Eine Woche später fuhr er sein zweites Weltcuprennen, den Slalom in Wengen, fiel dort aber im zweiten Durchgang aus. Völlig unerwartet feierte der 20-Jährige in seinem erst dritten Weltcupslalom am 23. Jänner 2000 in Kitzbühel mit fast einer Sekunde Vorsprung auf den Slowenen Matjaž Vrhovnik seinen ersten Weltcupsieg – und dies mit Startnummer 47. Auch in den nächsten drei Rennen kam er zweimal auf das Podest und gewann am 9. März in Schladming seinen zweiten Weltcupslalom. Damit erreichte er in der Disziplinenwertung den vierten Platz. Im Europacup gelangen ihm auch noch zwei weitere Slalomsiege, wodurch er die Slalomwertung gewann und den vierten Gesamtrang belegte. Bei den Österreichischen Meisterschaften 2000 wurde er Staatsmeister im Slalom.

### Erster Weltmeistertitel
In der Weltcupsaison 2000/01 feierte Matt am 19. Dezember bei den 3-Tre-Rennen in Madonna di Campiglio seinen dritten Sieg und kam weitere dreimal auf das Podest, womit er sich in der Slalomwertung auf Platz drei verbesserte. Bei seinen „Heimweltmeisterschaften“ in St. Anton gewann Matt den ersten Titel bei Großereignissen. Bereits in der Kombination sicherte sich der Lokalmatador mit Rang sieben in der Abfahrt und Rang zwei im Slalom die Silbermedaille. Vier Tage später gewann er im Slalom vor seinem Landsmann Benjamin Raich die Goldmedaille.
Zum Auftakt der Saison 2001/02 fuhr Matt seinen ersten Weltcup-Riesenslalom, beendete ihn aber nur auf Rang 27. Im Slalom hingegen feierte er am 26. November im zweiten Rennen in Aspen seinen vierten Weltcupsieg, nachdem er am Vortag bereits Dritter geworden war. Ein weiterer Podestplatz gelang ihm Ende Dezember in Kranjska Gora. Am 20. Jänner 2002 war die Saison für Matt jedoch vorüber. Beim Start im ersten Durchgang des Kitzbühel-Slaloms verletzte er sich schwer an der Schulter, nachdem er bereits beim Einfahren eine leichte Blessur erlitten hatte. Er beendete zwar den ersten Lauf noch als Neunter, ein Start im zweiten Durchgang war aber unmöglich. Wenig später wurde bei ihm eine Schulterluxation mit Kapsel- und Bänderriss sowie ein Bruch des Oberarmkopfes diagnostiziert. Noch am selben Tag wurde er in Innsbruck operiert.

### Schwieriges Comeback
Das Comeback nach der schweren Verletzung gestaltete sich schwierig für Matt. Zwar erreichte er im ersten Rennen nach der Zwangspause, dem Slalom in Kranjska Gora am 5. Jänner 2003, den 14. Platz, dies blieb jedoch bis Saisonende sein bestes Resultat. Viele Ausfälle zeigten, dass er noch nicht wieder die Sicherheit der letzten Jahre zurück erlangt hatte. Auch bei den Weltmeisterschaften 2003 in St. Moritz fiel der Titelverteidiger bereits im ersten Durchgang aus. Erst gegen Ende der Saison 2003/04 stand er mit den dritten Plätzen in St. Anton und Kranjska Gora wieder auf dem Siegerpodest und erreichte den sechsten Rang in der Slalom-Disziplinenwertung.
In der Saison 2004/05 fuhr Matt zunächst dreimal unter die besten zehn und erreichte Ende Jänner in Kitzbühel den zweiten Platz. Bei den Weltmeisterschaften 2005 in Bormio kam er in der Kombination auf den elften Rang, im Slalom schied er aber im ersten Durchgang aus. Beim Saisonfinale in Lenzerheide gewann Matt schließlich sein erstes Weltcuprennen seit über drei Jahren. Wie schon im Vorjahr kam er in der Slalomendwertung auf Platz sechs. Am Ende der Saison wurde er zum zweiten Mal Österreichischer Staatsmeister im Slalom.
Die Saison 2005/06 verlief enttäuschend. Matt startete in diesem Winter neben dem Slalom auch deutlich öfter als bisher im Riesenslalom, was aber nicht von Erfolg belohnt wurde. Während der gesamten Saison erreichte er keinen Podestplatz und kam auch nur zweimal unter die besten zehn. Bei seinen ersten Olympischen Spielen kam er nur auf den 34. Rang in der Kombination und konnte den Slalom nicht beenden. Am Ende des Winters wurde er aber erneut Österreichischer Slalomstaatsmeister.

### Zurück an der Weltspitze
Auch zu Beginn der Saison 2006/07 erreichte Matt nur Platzierungen im Mittelfeld. Nach dem Jahreswechsel änderte sich das aber schlagartig. Am 7. Jänner 2007 stand er mit Platz drei im Slalom von Adelboden wieder am Podest und feierte eine Woche später in der Super-Kombination von Wengen seinen ersten Sieg seit fast zwei Jahren. Beendete er die Abfahrt noch auf Platz 30, schaffte er es im Slalom 29 Konkurrenten zu überholen. Die nächsten drei Rennen beendete er ebenfalls auf dem Podest. Es war dies sein einziger Weltcupsieg, den er nicht im Slalom errang. Dass Matt nun endgültig wieder zu seiner früheren Topform zurückgefunden hatte, bewies er auch bei den Weltmeisterschaften 2007 im schwedischen Åre. Mit Laufbestzeiten in beiden Durchgängen und dem Gesamtvorsprung von 1,81 Sekunden auf den Zweitplatzierten Manfred Mölgg wurde der Tiroler zum zweiten Mal nach 2001 wieder Slalomweltmeister. Tags darauf gewann er auch die Goldmedaille im Mannschaftswettbewerb. Im Weltcup feierte er in den Slaloms von Garmisch-Partenkirchen und Kranjska Gora zwei weitere Siege. Beim Saisonfinale kam er aber nur auf den zweiten Platz hinter Benjamin Raich, wodurch dieser ihm den Sieg im Slalomweltcup noch um fünf Punkte entriss. Im Gesamtweltcup belegte Matt mit insgesamt drei Siegen und weiteren fünf Podestplätzen den fünften Platz, sein bestes Ergebnis.
Vor der Saison 2007/08 absolvierte Matt ein verstärktes Riesenslalomtraining, das sich auch schnell bezahlt machte. Am 2. Dezember 2007 erreichte er mit dem zweiten Platz in Beaver Creek sein mit Abstand bestes Ergebnis in dieser Disziplin. Wiederholen konnte er dieses Resultat aber nicht. Nachdem er im Dezember im Slalom zweimal ausgefallen war, feierte Matt im Jänner und Februar drei Siege und belegte am Ende den vierten Rang im Slalomweltcup.

### Abfallende Leistungen und erneute Rückkehr zur Weltspitze
Matt begann die Saison 2008/09 mit einem dritten Platz im Slalom von Levi, hatte aber im weiteren Verlauf mit vielen Ausfällen zu kämpfen und kam nur selten unter die besten zehn. Von Ausfällen blieb er auch bei den Weltmeisterschaften 2009 in Val-d’Isère nicht verschont. Bei seinem einzigen Start im Slalom schied er bereits im ersten Durchgang aus. Die Weltcupsaison schloss Matt beim Finale in Åre mit seinem einzigen Saisonsieg ab. Im Dezember 2009 fuhr Matt seinen letzten Riesenslalom im Weltcup, von da an konzentrierte er sich voll auf den Slalom. Die Saison 2009/10 verlief trotzdem sehr enttäuschend. Matt kam nur bei zwei Slalomstarts ins Ziel (achter Platz in Zagreb und zehnter Rang in Kitzbühel) und konnte sich damit innerhalb des österreichischen Teams nicht für die Olympischen Winterspiele 2010 in Vancouver qualifizieren. Er reiste nur als Ersatzfahrer nach Kanada und kam nicht zum Einsatz. Matt fiel im Slalomweltcup auf Rang 31 zurück und stieg nach der Saison vom Nationalteam in den A-Kader ab.
Nachdem auch die Saison 2010/11 schlecht begonnen hatte und Matt in den ersten drei Weltcupslaloms nicht bis in den zweiten Durchgang gekommen war, erreichte er am 9. Jänner 2011 mit Laufbestzeit im zweiten Durchgang den vierten Platz im Slalom von Adelboden. Diese Leistung bestätigte er eine Woche später mit Platz fünf im Slalom von Wengen und eine weitere Woche danach mit Platz acht in Kitzbühel. Damit hatte er sich auch für die Weltmeisterschaften 2011 in Garmisch-Partenkirchen qualifiziert, wo er ebenfalls mit Laufbestzeit im zweiten Durchgang Vierter im Slalom wurde. Die Medaillenränge verpasste er um 21 Hundertstelsekunden. Am 27. Februar 2011 feierte Matt im Slalom von Bansko seinen 13. Weltcupsieg – den ersten seit zwei Jahren. Eine Woche später gewann er auch den Slalom in Kranjska Gora. Beim Weltcupfinale in Lenzerheide wurde er Zweiter und beendete die Saison auf Platz vier der Slalomweltcupwertung.
Die Saison 2011/12 begann für Matt erneut enttäuschend: Bei den ersten vier Weltcupslaloms erreichte er nur zweimal das Ziel, wobei ein neunter Platz in Flachau sein bestes Ergebnis war. Anschließend konnte er sich aber steigern und zwei vierten Plätzen in Adelboden und Wengen folgten ein zweiter Platz Kitzbühel und ein dritter Platz beim Nightrace in Schladming. In Bansko wurde er als Zweiter nachträglich wegen eines Einfädlers disqualifiziert. Nachdem er auch im Slalom von Kranjska Gora nicht ins Ziel gekommen war, schloss er die Saison mit dem dritten Rang im Slalom beim Saisonfinale in Schladming versöhnlich ab.
Nach einem etwas verhaltenen Saisonbeginn steigerte sich Matt im Verlaufe des Weltcupwinters 2012/13 und errang zwei Podestplätze in Zagreb und Adelboden. Bei den Weltmeisterschaften 2013 in Schladming gewann er seine insgesamt fünfte WM-Medaille, die Bronzemedaille im Slalom.

### Olympiasieg und Karriereende
Am 15. Dezember 2013 feierte Matt in Val-d’Isère seinen 15. Weltcupsieg; er ist damit mit 34 Jahren und acht Monaten der älteste Gewinner eines Weltcupslaloms überhaupt. Im weiteren Verlauf der Saison 2013/14 hielt Matt seine Form zwar auf sehr hohem Niveau, erreichte aber in Adelboden, Kitzbühel und Schladming das Ziel nicht. Schließlich wurde er bei den Olympischen Winterspielen 2014 in Sotschi Olympiasieger im Slalom, nachdem er schon im ersten Durchgang klare Bestzeit erzielt hatte. Damit war er der bis dahin älteste Olympiasieger im alpinen Skisport. 2018 gewann der Schwede André Myhrer ebenfalls im Slalom; er war dabei noch einige Monate älter als Matt.
In der Saison 2014/15 konnte Matt bei weitem nicht an die Leistungen des Vorwinters anknüpfen. Er schied in den ersten fünf Weltcupslaloms mit großteils guten Zwischenzeiten aus. Zwar vermochte er sich in den drei darauf folgenden Rennen zu klassieren, kam aber nicht über einen zwölften Platz hinaus. Bei den Weltmeisterschaften 2015 in Vail/Beaver Creek trat er trotz einer zuvor bei einem Trainingssturz erlittenen Verletzung im Sprunggelenk an, schied aber im ersten Durchgang aus. Dies war sogleich auch sein letztes Rennen in seiner Karriere; anlässlich einer Pressekonferenz in St. Anton gab er am 12. März 2015 seinen Rücktritt bekannt.
Matt wurde zum Ehrenmitglied des Ski-Clubs Arlberg ernannt.

### Nach der Skikarriere
Er betreibt nun unter anderem eine Pferdezucht in seinem Heimatort Flirsch sowie seit 2009 eine Après-Ski Bar in St. Anton am Arlberg. Matt ist verheiratet und seit Oktober 2017 Vater einer Tochter.

## Erfolge

### Olympische Winterspiele
- Turin 2006: 34. Kombination
- Sotschi 2014: 1. Slalom

### Weltmeisterschaften
- St. Anton 2001: 1. Slalom, 2. Kombination
- Bormio 2005: 11. Kombination
- Åre 2007: 1. Slalom, 1. Mannschaftswettbewerb, 11. Kombination
- Garmisch-Partenkirchen 2011: 4. Slalom
- Schladming 2013: 3. Slalom

### Weltcupwertungen
| Saison  | Gesamt | Gesamt | Riesenslalom | Riesenslalom | Slalom | Slalom | Kombination | Kombination | City Event | City Event |
| Saison  | Platz  | Punkte | Platz        | Punkte       | Platz  | Punkte | Platz       | Punkte      | Platz      | Punkte     |
| ------- | ------ | ------ | ------------ | ------------ | ------ | ------ | ----------- | ----------- | ---------- | ---------- |
| 1999/00 | 23.    | 384    | –            | –            | 4.     | 384    | –           | –           | –          | –          |
| 2000/01 | 17.    | 406    | –            | –            | 3.     | 406    | –           | –           | –          | –          |
| 2001/02 | 29.    | 287    | 37.          | 20           | 8.     | 267    | –           | –           | –          | –          |
| 2002/03 | 91.    | 46     | –            | –            | 35.    | 46     | –           | –           | –          | –          |
| 2003/04 | 23.    | 352    | –            | –            | 6.     | 352    | –           | –           | –          | –          |
| 2004/05 | 29.    | 294    | –            | –            | 5.     | 294    | –           | –           | –          | –          |
| 2005/06 | 36.    | 230    | 23.          | 76           | 16.    | 136    | 32.         | 18          | –          | –          |
| 2006/07 | 5.     | 744    | 25.          | 42           | 2.     | 600    | 11.         | 102         | –          | –          |
| 2007/08 | 10.    | 594    | 15.          | 132          | 4.     | 427    | 29.         | 35          | –          | –          |
| 2008/09 | 29.    | 299    | 40.          | 17           | 7.     | 282    | –           | –           | –          | –          |
| 2009/10 | 85.    | 58     | –            | –            | 31.    | 58     | –           | –           | –          | –          |
| 2010/11 | 20.    | 407    | –            | –            | 4.     | 407    | –           | –           | –          | –          |
| 2011/12 | 28.    | 372    | –            | –            | 7.     | 342    | –           | –           | 5.         | 30         |
| 2012/13 | 21.    | 309    | –            | –            | 6.     | 309    | –           | –           | 13.        | 15         |
| 2013/14 | 27.    | 310    | –            | –            | 6.     | 310    | –           | –           | –          | –          |
| 2014/15 | 96.    | 46     | –            | –            | 29.    | 46     | –           | –           | –          | –          |

### Weltcupsiege
Matt errang 42 Podestplätze in Einzelrennen, davon 15 Siege:
| Datum             | Ort                    | Land        | Disziplin         |
| ----------------- | ---------------------- | ----------- | ----------------- |
| 23. Jänner 2000   | Kitzbühel              | Österreich  | Slalom            |
| 9. März 2000      | Schladming             | Österreich  | Slalom            |
| 19. Dezember 2000 | Madonna di Campiglio   | Italien     | Slalom            |
| 26. November 2001 | Aspen                  | USA         | Slalom            |
| 13. März 2005     | Lenzerheide            | Schweiz     | Slalom            |
| 14. Jänner 2007   | Wengen                 | Schweiz     | Super-Kombination |
| 25. Februar 2007  | Garmisch-Partenkirchen | Deutschland | Slalom            |
| 4. März 2007      | Kranjska Gora          | Slowenien   | Slalom            |
| 6. Jänner 2008    | Adelboden              | Schweiz     | Slalom            |
| 22. Jänner 2008   | Schladming             | Österreich  | Slalom            |
| 17. Februar 2008  | Zagreb                 | Kroatien    | Slalom            |
| 14. März 2009     | Åre                    | Schweden    | Slalom            |
| 27. Februar 2011  | Bansko                 | Bulgarien   | Slalom            |
| 6. März 2011      | Kranjska Gora          | Slowenien   | Slalom            |
| 15. Dezember 2013 | Val-d’Isère            | Frankreich  | Slalom            |

Hinzu kommt 1 Podestplatz bei Mannschaftswettbewerben.

### Europacup
- Saison 1999/2000: 1. Slalomwertung, 4. Gesamtwertung

Insgesamt 6 Podestplätze, davon 3 Siege:
| Datum            | Ort           | Land        | Disziplin |
| ---------------- | ------------- | ----------- | --------- |
| 10. Jänner 2000  | Kranjska Gora | Slowenien   | Slalom    |
| 12. Februar 2000 | Ofterschwang  | Deutschland | Slalom    |
| 13. Februar 2000 | Ofterschwang  | Deutschland | Slalom    |

### Juniorenweltmeisterschaften
- Schladming 1997: 13. Riesenslalom, 15. Abfahrt
- Megève 1998: 2. Slalom
- Pra Loup 1999: 2. Kombination, 4. Slalom, 5. Riesenslalom, 7. Super-G, 7. Abfahrt

### Österreichische Meisterschaften
- 5-facher Österreichischer Staatsmeister: Slalom 2000, 2005, 2006 und 2012; Kombination 1999
- 2-facher Österreichischer Juniorenmeister: Super-G 1997, Slalom 1998

### Weitere Erfolge
- 3 Podestplätze im Nor-Am Cup
- 14 Siege in FIS-Rennen

## Auszeichnungen (Auszug)
- Goldenes Ehrenzeichen für Verdienste um die Republik Österreich